# RazakSat
RazakSAT (MACSat) — малайзійський малий космічний апарат (КА) дистанційного зондування Землі (ДЗЗ). Розроблено спільно південнокорейською компанією Satrec Initiative Со. Ltd. і малайзійською корпорацією Astronautic Technology Sdn Bhd (ATSB) на замовлення Національного космічного агентства Малайзії ANGKASA (Agensi Angkasa Negara).
Запущений 14 липня 2009 року з випробувального полігону Рейгана (острів Омелек), розташованого на атолі Кваджелейн (Маршаллові острови) за допомогою ракети-носія Фелкон-1. Це був п'ятий запуск даної РН, перший і єдиний супутник, успішно виведений Фелкон-1.

## Конструкція та технічні характеристики
Апарат за формою нагадує шестигранну призму з діаметром основи і висотою 1,20 м. Корпус негерметичний, побудований зі сотопанелей.
Характеристики:
- Маса — 180 кг
- Діаметр основи — 1,2 м
- Висота — 1,2 м
- Вартість запуску — 8 млн дол.
- Вартість програми — 41 млн дол.

### Устаткування
Цільове навантаження має масу 42 кг. Її пікова споживана потужність не більше 55 Вт.
Як корисне навантаження виступає оптико-електронна система, основу якої становить камера середньої апертури MAC (Medium-sized Aperture Camera) з об'єктивом діаметром 300 мм. Два асферичних дзеркала і дві коригувальні сферичні лінзи розташовані на одній осі. У центральній площині є п'ять ПЗС-лінійок: одна для отримання монохромного зображення (510—730 нм) і чотири для мультиспектральної зйомки у видимому і ближньому ІЧ-діапазоні (450—520, 520—600, 630—690 і 760—890 нм). Оптична система забезпечує просторову роздільну здатність до 2,5 м в монохромному режимі і 5,0 м в мультиспектральному при ширині смуги 20 км і точності просторової прив'язки знімків до 10 м.

### Бортовий комплекс управління
Система управління побудована на двох комп'ютерах ERC-32, двох модулях запам'ятовуючого пристрою ємністю 32 Гб і одному модулі живлення. Крім того, до складу обладнання входять 90-канальна аналогова і 120-канальна цифрова телеметричні системи, магнітометр і GPS-приймач для синхронізації часової і просторової прив'язки даних.

### Система електроживлення
Система складається з трьох сонячних батарей з фотоелементами на арсеніді галію і трьох нікель-кадмієвих акумуляторних батарей сумарною місткістю 18 А/год. Ними забезпечується потужність 330 Вт при середньому споживанні енергії всіма системами МКА менше 150 Вт.

### Система орієнтації і стабілізації
Система орієнтації і стабілізації — тривісна, електромеханічна, з чотирма силовими маховиками — забезпечує точність наведення не гірше 0,21 ° (при відхиленні від надира на кут до 45 ° уздовж і поперек траси польоту), стабільність не гірше 0,016 ° / с і точність визначення поточної орієнтації до 10 ". Є два зіркових датчика і один сонячний.

### Радіоустаткування
Прилад має антени Х- і S-діапазонів. Командно-телеметричні відомості передаються радіоканалом S-діапазону. Передача відомостей від цільового навантаження зі швидкістю 30 Мбіт/с виконується каналом Х-діапазону, забезпечуючи за типовий 500-секундний сеанс передачу 11,5 Гбіт даних зі смуги 20 км × 200 км.